# Anthophora perdita
Anthophora perdita là một loài thuộc bộ Hymenoptera(cánh màng) trong họ Apidae(ong mật). Loài này được Cockerell mô tả khoa học năm 1946.